# میتجا ریبیچیچ
میتجا ریبیچیچ (انگلیسی: Mitja Ribičič؛ ۱۹ مه ۱۹۱۹ – ۲۸ نوامبر ۲۰۱۳) سیاست‌مدار کمونیست اهل اسلوونی بود.
میتجا ریبیچیچ در ۲۸ نوامبر ۲۰۱۳، در سن ۹۴ سالگی درگذشت.